# Eli (voornaam)
Eli  is een voornaam die zowel aan jongens als aan meisjes wordt gegeven.
Als jongensnaam is het van oorsprong een Joodse voornaam. "Eli" (Hebreeuws: עֵלִי) betekent "Mijn God" en is terug te vinden in Psalm 22 en in de smartkreet van Jezus: "Eli Eli, lama Sabaktani" ("Mijn God, Mijn God, waarom hebt U mij verlaten?")
Heden ten dage is Eli herkenbaar in de oud Nederlandsche adellijke titel/familienaam 'Elissen' (Eli en diens zoon; zonen van God). Andere vertalingen zijn "hoogte" en "verhevenheid".
In het Noors wordt Eli ook gebruikt als meisjesnaam. Het is dan een afgeleiding van de naam Helena.
In 2014 hadden in Nederland 423 mannen en 30 vrouwen de voornaam Eli.
Eli wordt ook gebruikt als afkorting voor namen als Elias, Eliahu, Eliyahu, Elisa.

## Bekende personen met de voornaam Eli
- Eli, Joodse priester bij wie de profeet Samuel opgroeide
- Eli I van Périgord
- Eli II van Périgord
- Eli III van Périgord
- Eli VI van Périgord
- Eli V van Périgord
- Eli I van Maine
- Eli Aflalo
- Eli Asser
- Eli Balas
- Eli Cohen
- Eli Elezra
- Eli Hahury
- Eli Heckscher
- Eli Heimans
- Eli Iserbyt
- Eli Louhenapessy
- Eli Metchnikoff
- Eli Ohana
- Eli "Paperboy" Reed
- Eli Rietveld
- Eli Roth
- Eli Stok
- Eli Terry
- Eli Wallach
- Eli Whitney
- Eli Yishai